# Дзелиоли-Ланцини, Эннио
Эннио Дзелиоли-Ланцини (итал. Ennio Zelioli-Lanzini; 8 февраля 1899, Сан-Джованни-ин-Кроче, Ломбардия, Королевство Италия — 8 февраля 1976, Кремона, Италия) — итальянский государственный деятель, президент Сената Италии (1967—1968).

## Биография
Родился в семье учителя начальной школы, детство провел в Боббио, где преподавал отец. В 1913 году вступил в католическую молодежную ассоциацию, а в 1914 году становится президентом молодёжного клуба. Занимался католическими социальными проектами в Кремоне.
С началом Первой мировой войны был призван в армию, которую закончил офицером. Был награждён бронзовой медалью и Военным крестом за воинскую доблесть. В 1921 году окончил юридический факультет Павийского университета. Занимал юридической практикой и возобновил политическую деятельность в рядах Итальянской народной партии. Его вера в общечеловеческие ценности привела его к противостоянию фашистскому движению и одному из его самых агрессивных представителей Роберто Фариначчи. Даже после 1922 года, когда фашисты уже пришли к власти, он не переставал утверждать в католических газетах тезис о несовместимости между фашизмом и евангельским посланием.
С усилением фашистского режима он отказался от политической деятельности и посвятил себя своей профессии адвоката, всегда поддерживая тесные контакты с католическими ассоциациями, в 1920 году становится президентом Католической молодёжной федерации провинции Кремона, а в 1927 году — президентом движения католических мирян (Gioventù Cattolica) в Ломбардии, в 1928 году — президентом епархиального совета. В 1931 году был избран национальным вице-президентом
Итальянской католической федерации университетов (FUCI), а в 1943 году — президентом католического движения выпускников (Movimento dei Laureati Cattolici).
В сентябре 1943 году он вступил в Комитет национального освобождения Ломбардии и был одним из организаторов движения антифашистского сопротивления в Кремоне, за эту деятельность в 1944 году был арестован фашистской полицией. В 1945 году его сын Бернардино был убит в бою отступающими германскими вооружёнными силами. В августе 1945 года он был одним из основателей Христианских ассоциаций итальянских трудящихся (ACLI) в Кремоне, первым президентом которой он стал; одновременно являлся ведущим представителем христианских демократов (ХДП), от имени которых с 1946 по 1948 годы занимал пост президента провинции Кремона.
В 1955—1957 годах занимал пост статс-секретаря в правительстве Антонио Сеньи.
С 1948 по 1972 годы на протяжении пяти созывов входил в состав Сената Италии, руководил фракцией ХДП. С 1960 года — заместитель председателя, а в 1967—1968 годах — председатель Сената Итальянской Республики.
В июне-декабре 1968 года — министр здравоохранения Италии.
После окончания очередного срока полномочий в Сенате в 1972 году принял решение об уходе из политической жизни.
С 1972 года до конца жизни возглавлял Национальную лигу Италии по борьбе с раком (LILT), с 1974 года — Европейский институт онкологии.

## Награды и звания
Большой крест ордена «За заслуги перед Итальянской Республикой».